# La Argentina

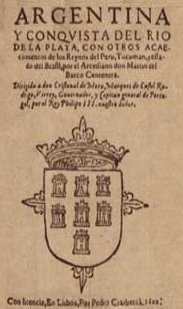
Portada de la primera edición del poema La Argentina de Martín del Barco Centenera, 1602.

La Argentina y conquista del Río de la Plata es un poema épico escrito por el arcediano español Martín del Barco Centenera publicado en 1602. Se trata de la primera mención del nombre Argentina para designar aproximadamente la región en la que actualmente se encuentra la República Argentina.
Es un libro con intención ejemplar, es decir que ofrece historias edificantes, con tono sentencioso y disertatorio en cuestiones morales.
Esta particularidad lo ubica en consonancia con la poética didáctica con elementos historiográficos del siglo XV, en contraposición a las formas literarias contemporáneas del Renacimiento.
Está dividido en veintiocho cantos de cierta extensión, escritos en octavas reales. En sus versos alternan elementos cultos como latinismos con nociones de claro tenor popular. Su mérito literario es considerado mediano por algunos críticos, pero posee una indiscutible importancia histórica debido a que se trata de una de las fuentes que nos acercan visiones de la realidad social del territorio sudamericano en aquel período. En particular, el canto XVII describe el proceso revolucionario de Túpac Amaru I acontecido en Vilcabamba, del que el autor fue testigo.
Existe otra obra literaria homónima, obra de Ruy Díaz de Guzmán (1554-1629) y publicada en 1612. Se trata de una crónica histórica sobre el territorio del Río de la Plata, del descubrimiento, primera fundación de Buenos Aires y despoblamiento, gobierno de Alvar Núñez Cabeza de Vaca y fundación de Santa Fe.
La popularidad del libro en el momento de su publicación influyó decisivamente para que fuera habitual denominar como la Argentina a la región que se extiende entre el Océano Atlántico Sur y los Andes en torno al Río de la Plata. Ese nombre fue finalmente adoptado como propio por el país que actualmente se denomina República Argentina.